# إعلان شوشا
إعلان شوشا (بالأذرية: Şuşa Bəyannaməsi) وهو إعلان وقعه كل من رئيس جمهورية أذربيجان إلهام علييف ورئيس جمهورية تركيا رجب طيب أردوغان في شوشا في 15 يونيو 2021.

## تاريخ الإعلان
وقع رئيس أذربيجان إلهام علييف ورئيس تركيا رجب طيب أردوغان في إطار الزيارة الرسمية التي قام بها رئيس تركيا إلى أذربيجان لمدة يومين في 15 يونيه في مدينة شوشا لأذربيجان الإعلان المشترك بشأن علاقات التحالف، ويتعيين خارطة طريق للعلاقات الثنائية.
ويتناول الإعلان مسائل هامة مثل العلاقات السياسية والاقتصادية والتجارية والثقافية والتعليمية والرياضية وأمن الطاقة، ممر الغاز الجنوبي، التعاون في صناعة الدفاع، التعاون العسكري والمساعدة العسكرية المتبادلة، ممر زانغيزور، التعاون السداسي الأطراف (أرمينيا، أذربيجان، روسيا، تركيا، إيران، جورجيا)، القنصلية التركية في شوشا.

## النص الكامل للإعلان
العلاقات الاتحادية بين جمهورية تركيا وجمهورية أذربيجان
بيان شوشا
جمهورية تركيا وجمهورية أذربيجان،
وإذ يؤكد الأهمية التاريخية للاجتماع بين رئيس جمهورية أذربيجان إلهام علييف ورئيس جمهورية تركيا رجب طيب أردوغان في شوشا المهد الثقافي القديم لأذربيجان والعالم التركي ككل،
وإذ تؤكد من جديد التزامها بجميع الصكوك الدولية الموقعة بين البلدين الصديقين والشقيقين، وفي هذا الصدد بمعاهدة كارس للسلام المؤرخة 13 أكتوبر 1921،
وإذ تؤكد أهمية مواصلة الجهود المشتركة لكفالة السلام والاستقرار والأمن على الصعيدين العالمي والإقليمي وفقا لمبادئ وقواعد القانون الدولي، بما في ذلك ميثاق الأمم المتحدة،
وقد نظرت تماما في آفاق زيادة توسيع وتعميق العلاقات الثنائية بين جمهورية أذربيجان وجمهورية تركيا،
يعلنان:
وأعرب الجانبان في الإعلان عن ارتياحهما لتطور العلاقات على المستوى الاستراتيجي بين البلدين الصديقين والشقيقين، وأكدا على أهمية استمرار الحوار السياسي على جميع المستويات والزيارات المتبادلة رفيعة المستوى.
وأفادا أن أذربيجان أنهت سياسة أرمينيا العدوانية المتواصلة منذ 30 عاما وحررت أراضيها من الاحتلال وأحيت مجددا العدالة التاريخية والقانون الدولي، من خلال انتصارها في الحرب الوطنية التي استمرت 44 يوما.
وأكد الإعلان على تثمين أذربيجان للدعم المعنوي السياسي لتركيا في إنهاء عدوان أرمينيا المستمر منذ 30 عاما، وتحرير الأراضي المحتلة وضمان سلامتها الإقليمية.
وأشار إلى أن الجانبين سيواصلان جهودهما لترسيخ الاستقرار والأمن في منطقة القوقاز، واستعادة جميع الروابط في مجال الاقتصاد والمواصلات، وكذلك تطبيع العلاقات بين دول المنطقة وضمان السلام على المدى الطويل.
وضمن هذا السياق، لفت الإعلان إلى أنه ستتم مراعاة الموقع الجغرافي الخاص لإقليم ناختشيفان الأذربيجاني المتمتع بالحكم الذاتي.
ونوه إلى أن مساهمات تركيا في أنشطة المركز التركي الروسي المشترك في الأراضي الأذربيجانية المحررة لعبت دورا مهما في ضمان السلام والاستقرار والازدهار في المنطقة.
وأوضح أن تركيا وأذربيجان ستحددان الآليات السياسية والقانونية لإقامة علاقات تحالف على أساس مبادئ الاستقلال والسيادة ووحدة الأراضي وحرمة الحدود المعترف بها دوليا وعدم التدخل في الشؤون الداخلية.

## وصلات خارجية
- النص الكامل للإعلان (باللغة الأذرية)
- النص الكامل للإعلان (باللغة التركية)
- النص الكامل للإعلان (باللغة الروسية).; ترجمة من (اللغة الأذرية)